# Hoploscopa nauticorum
Hoploscopa nauticorum là một loài bướm đêm trong họ Crambidae.